# Erik Malm (ämbetsman)
Sven Erik Henry Malm, född den 27 oktober 1909 i Stockholm, död den 3 februari 1994 i Djursholm, var en svensk jurist.
Malm avlade studentexamen i Karlstad 1928 och juris kandidatexamen vid Uppsala universitet 1933. Han genomförde tingstjänstgöring i Älvdals och Nyeds domsaga 1933–1936. Malm var anställd i Pensionsstyrelsen 1937–1953, i Riksförsäkringsanstalten 1953–1961 (byråchef där 1959–1961) och försäkringsdomare 1961–1974. Han publicerade Allmänna tilläggspensioneringen (tillsammans med Rolf Broberg, 1959). Malm blev riddare av Nordstjärneorden 1960 och kommendör av samma orden 1967. Han vilar på Djursholms begravningsplats.